# Ridge Munsy
Ridge Munsy, né le 9 juillet 1989 à Lucerne, est un footballeur congolais. Il évolue au poste d'attaquant au Hansa Rostock.

## Biographie
Avec le club du FC Thoune, il inscrit 11 buts en première division suisse lors de la saison 2015-2016.
Il participe à la Ligue Europa avec les équipes du FC Lausanne-Sport, du FC Thoune, et du Grasshopper.